# Club Social y Deportivo Jalisco
El Club Social y Deportivo Jalisco es un equipo de fútbol mexicano que en su momento jugó en la Primera y Segunda división mexicana. Tenía como sede la ciudad de Guadalajara, Jalisco.

## Historia
El equipo es fundado en 1970, después de que el Club Deportivo Oro presentó problemas económicos, al término de la temporada México 1970. Empresarios azucareros deciden comprar la franquicia y transformarla en el Club Social y Deportivo Jalisco.
José María Martínez Rodríguez (12/01/1913–19/03/1983), secretario general del Sindicato de Trabajadores de la Industria Azucarera y Similares de la República Mexicana (STIASRM) desde el 1 de marzo de 1954 hasta su muerte, fue directivo del Club Jalisco en el decenio de 1980.
El club jugaría desde su inicio en Primera división mexicana estando 10 años en ella, desde la temporada 1970-71 hasta su descenso a segunda división en la temporada 1979-1980.
En su debut en la temporada 1970-71 quedó como segundo lugar de grupo solo 5 puntos debajo del Deportivo Toluca, quien le impedio llegar a la final contra el Club América. En la 1971-72 se queda a 9 puntos de calificar a la liguilla, y en la 1972-73 un sexto lugar de grupo empezó a reflejar un equipo flojo en rendimiento. De la temporada 1973-74 a la 1975-76 el equipo no paso de media tabla y ocupó los últimos puestos en varias ocasiones.
Para la temporada 1976-77 se queda de nuevo corto y a tan solo 7 puntos de la Liguilla por el título. Al igual en la 1977-78 queda a solo 4 puntos de los Tigres de la UANL que eventualmente se convertirían en campeones esa temporada. En la 1978-79 y 1979-80, sus dos últimas temporadas, quedó en último lugar de grupo, lo que le hizo tener que disputar una liguilla por no descender ante el Unión de Curtidores. Perdió por un marcador global de 4-3 y el equipo desciende a la Segunda división mexicana.
En 1984 el Jalisco logró llegar a la final de ascenso de la segunda división contra el Zacatepec, sin embargo perdió ante los Cañeros por marcador global de 3-1, y la oportunidad sería desperdiciada, golpe que costo mucho pues no volvería a otra final en el circuito de ascenso por lo que tampoco volvió a primera división, lo que llevó a su eventual desaparición del plano futbolístico.
El Club Jalisco aún existe, pero ya no cuenta con el equipo de los Gallos Azucareros, sus instalaciones aún se encuentran en la ciudad de Guadalajara y recientemente fueron compradas por el empresario Jorge Vergara, dueño del Club Deportivo Guadalajara y le cambió el nombre a "Club Chivas San Rafael". Es así, que después de varios años en estas instalaciones juega de nuevo un equipo de fútbol, lleva por nombre Chivas San Rafael y juega en la Segunda división mexicana.
En 2015 el Jalisco regresó al fútbol mexicano profesional, donde jugó en la Tercera división mexicana hasta 2017. 
En 2019, el Club Jalisco vuelve a tener presencia en el fútbol profesional cuando la directiva del club firmó un acuerdo de colaboración con el Deportivo Cafessa de la Segunda División, tras esto se creó un nuevo equipo denominado Deportivo Cafessa Jalisco para destacar la presencia de ambas instituciones. Este equipo desapareció en 2021 tras el endurecimiento de los requisitos para ascender en el fútbol mexicano.

## Estadio
El Club Jalisco jugó siempre en el Estadio Jalisco, pertenece a la Asociación civil de Clubes Unidos de Jalisco con un 25% de las acciones, las cuales fueron heredadas con la compra del Club Oro, acto que lo convirtió en socio y dueño legal de parte del Estadio Jalisco.

## Jugadores destacados
| - Coco Gómez - Javier Vargas - Rubén Ayala - Alberto Gómez - Osvaldo Castro - Gamaliel Ramírez - Javier Valdivia - Isidoro Díaz - Manuel Nájera - Gustavo Peña - Héctor Pulido - Bernardino Brambila | - Marcos Conigliaro - Alcindo - Roberto da Silva - Francisco Gutiérrez Bravo - Cesáreo Victorino Ramírez - Francisco Barba - Juan José Valiente - Manuel Sánchez Pérez - Roberto Alatorre - José Antonio Valdivia - Gabriel Márquez - Claudio Lostaunau |